# 十里河 (北沙河)
十里河，位于中华人民共和国辽宁省中部的一条河流，是北沙河左岸支流，发源于灯塔市柳河子镇红旗沟村东北的八盘岭，向西流经柳河子镇，于大河南镇营盘村起成为灯塔市与沈阳市苏家屯区之间的界河，流经灯塔市的大河南镇和苏家屯区十里河街道，最后于大河南镇东羊角湾村以北汇入北沙河。河流全长41.19千米，流域面积202平方千米，年均径流量0.345亿立方米。十里河沿岸农业发达，盛产大米、蔬菜等优质农产品。